# マラート・タジン

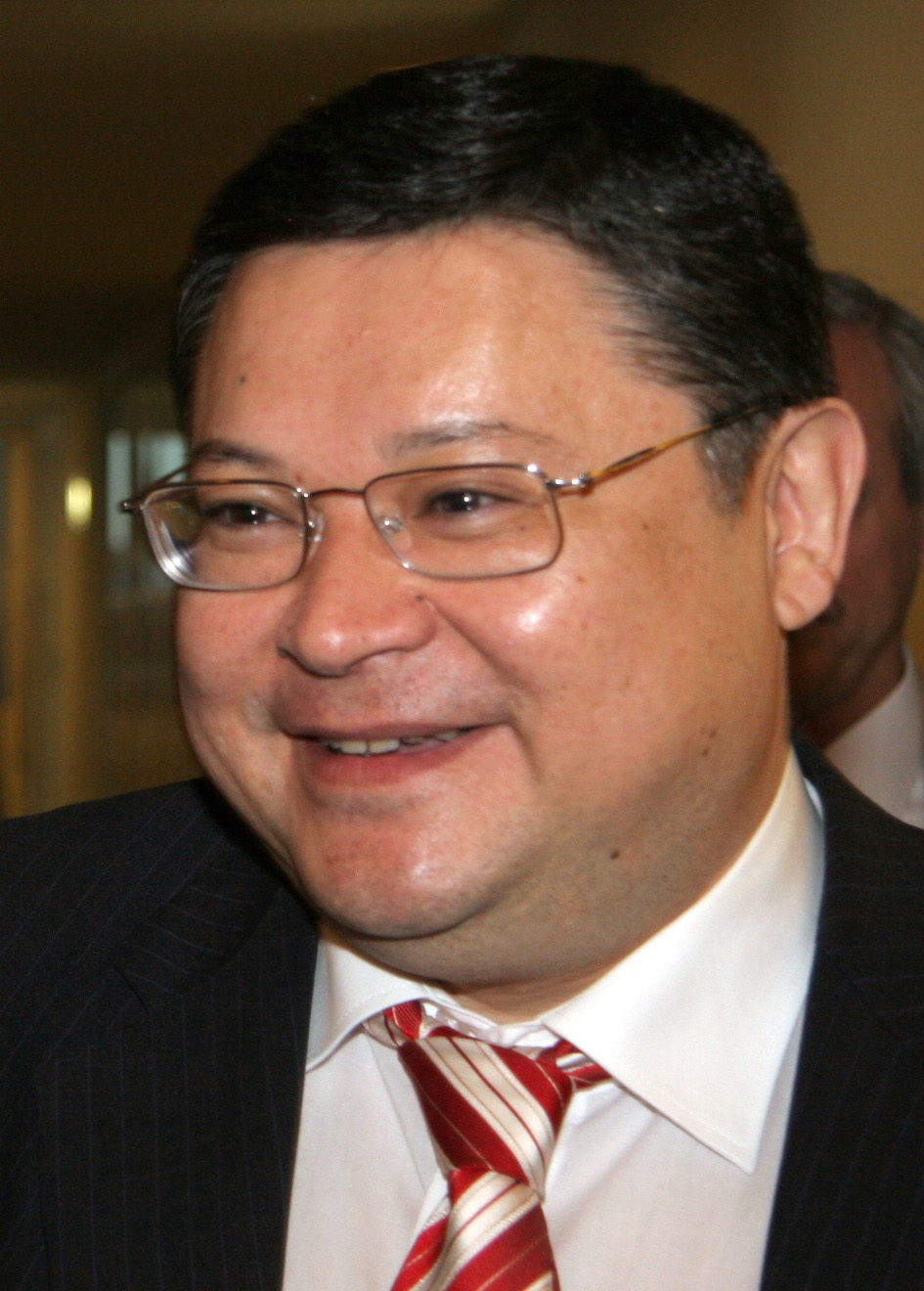

マラート・ムハンベトカジエヴィッチ・タジン（Марат Мұханбетқазыұлы Тәжин、1960年4月8日 - ）は、カザフスタン共和国の政治家。安全保障会議書記。国家保安委員会議長、外務相を歴任。

## 経歴
1981年～1983年、カザフ・ソビエト社会主義共和国科学アカデミー生産力研究会議経済技師。1983年～1987年、カザフ国立大学（КазНУ）の大学院生、講師。1987年～1988年、ロンドン大学研究生。1988年～1991年、カザフ国立大学の先任講師、助教授。1991年～1992年、カザフ国立大学附属社会科学講師特技向上研究所講座主任。
1992年～1993年、ヌルスルタン・ナザルバエフ大統領の親戚であるアルティンベク・サルセンバエフに招請されて、大統領府・内閣内政課第一副主任となる。1993年1月～6月、サルセンバエフの出版問題・情報相就任に伴い、大統領府・内閣内政課主任となる。
1993年6月、情報分析センターの創設を発議し、大統領府副長官/情報分析センター長となる。1994年10月、国家顧問/情報分析センター長。1995年10月、大統領府副長官/分析・戦略研究センター（情報分析センターを改称）長。
1999年2月、国家安全保障担当大統領補佐官/安全保障会議書記。2001年5月4日、国家保安委員会議長に任命。同年12月、国家安全保障担当大統領補佐官/安全保障会議書記。2002年8月、大統領府第一副長官。2004年3月、大統領府第一副長官/内政局長。2006年4月、国家安全保障担当大統領補佐官/安全保障会議書記。
2007年1月11日～2009年9月4日、外務相。2009年9月4日、大統領補佐官/安全保障会議書記。

## パーソナル
アクチュビンスク（アクトベ）市出身。小ジュズ出身。父のムハンベトカズイ・タジン（1933年 - 1991年）は、教授、歴史科学準博士、党グリエフ州委員会イデオロギー担当書記、アルマ・アタ高等党学校助教授、カザフ体育大学ソ連共産党史講座主任、共和国団体「知識」副総裁だった。
妻帯、1女を有する。軍務経験はない。英語を自由に話す。1996年からカザフスタン・マネージメント・経済・予測研究所/国立高等国家統制学校の監督官会議議長。社会・政治雑誌「意思」、「カザフスタン－スペクトル」、「サヤサト」の編集員。2002年5月から社会学者協会総裁。2008年4月からテュルク語諸国社会学者連盟副総裁。
1991年までソ連共産党員。1993年～1995年、政治連盟会議「カザフスタンの人民統一」副議長（親大統領派、1999年に解散）、1995年～1999年、カザフスタン民主党中央委員会委員（親大統領派、1999年に解散）。
1981年、経済学専攻でアルマ・アタ人民経済大学を卒業。哲学科学準博士（1985年）、社会科学博士（1990年）、教授（1993年）。カザフスタン共和国社会科学アカデミー会員（1995年）、ロシア社会科学アカデミー会員（1997年）、カザフスタン共和国政治科学アカデミー会員（1997年）。
1998年6月、ナザルバエフ大統領の長女ダリガのロシア国務アカデミー博士論文審査の際の審査官の1人。
「クルメト」勲章を受章。カザフスタン共和国名誉国家保安機関職員。

## 著書
- 「ソ連における地域研究」（ロンドン、1988年）
- 「ソ連における都市住民の非生産的活動」（ハーグ、1989年）
- 「人、都市、地域」（アルマ・アタ、「カザフスタン」、1990年）
- 「地域社会学、教材」[1]（アルマトイ、「アタムーラ」、1993年。M.タジンベトフと共著）